# Caudalejeunea grolleana
Caudalejeunea grolleana là một loài Rêu trong họ Lejeuneaceae. Loài này được Gradst. mô tả khoa học đầu tiên năm 1974.

## Hình ảnh